# Artés
Artés – gmina w Hiszpanii, w prowincji Barcelona, w Katalonii, o powierzchni 17,88 km². W 2011 roku gmina liczyła 5566 mieszkańców.